# ناتینگهام (نیوجرسی)
ناتینگهام (به انگلیسی: Nottingham) یک منطقهٔ مسکونی در ایالات متحده آمریکا است که در همیلتون، نیوجرسی واقع شده‌است. ناتینگهام ۲۸٫۰۴ متر بالاتر از سطح دریا قرار دارد.